# Orianne Charpentier
Pour les articles homonymes, voir Charpentier (homonymie).
Orianne Charpentier, née à Saïgon en 1974, est une journaliste et auteure de littérature jeunesse française.

## Biographie
Orianne Charpentier nait à Saïgon en 1974. Diplômée en 1996 du Centre de formation des journalistes à Paris, elle est l'autrice de romans pour adolescents et travaille depuis 2011 pour Paris Mômes, un magazine qui recense les activités culturelles destinées aux enfants sur Paris.
En 2017 paraît son roman ado Rage. « Rage, c'est le surnom d'une jeune réfugiée qui peine à dépasser un passé traumatisant, à accepter l'exil et son entrée dans l'âge adulte », selon l'avis critique de La Revue des livres pour enfants.  Michel Abescat, dans Télérama, écrit : « La fable touche, ouvre sur l’espoir d’une reconstruction, tragédie immémoriale et très contemporaine, portée par la poésie d’un texte discrètement engagé. » Texte « bref et foudroyant » selon Le Monde, l'ouvrage obtient plusieurs prix jeunesse, dont le Prix NRP de littérature jeunesse 2017 et le Prix des libraires du Québec 2018.
En 2023 sort son roman jeunesse Souffles, autour de Jeanne, une adolescente de 15 ans mal dans sa peau qui réalise une croisière en voilier avec ses nouveaux amis, Nathan et Jonas. « Il y a une grâce particulière dans ce texte à fleur de peau, porté par une écriture infiniment sensible, d’une précision millimétrée » écrit Michel Abescat, dans Télérama.

## Œuvres
- Madame Gargouille (ill. Maurizio Quarello), Paris, Gallimard Jeunesse, 2006, 128 p. (ISBN 978-2-07-511050-1, présentation en ligne)
- La petite capuche rouge (ill. Sébastien Mourrain), Paris, Gallimard Jeunesse, 2008, 128 p. (ISBN 978-2-07-061678-7, présentation en ligne)
- Mauvaise Graine, Paris, Gallimard Jeunesse, 2010, 144 p. (ISBN 978-2-07-069559-1, présentation en ligne)
- Après la vague, Paris, Gallimard Jeunesse, 2014, 176 p. (ISBN 978-2-07-508265-5, présentation en ligne)
- La vie au bout des doigts, Paris, Gallimard Jeunesse, 2014, 416 p. (ISBN 978-2-07-066196-1, présentation en ligne)
- Rage, Paris, Gallimard Jeunesse, 2017, 112 p. (ISBN 978-2-07-508255-6, présentation en ligne)
- Moi, Baleine, Paris, Folio Cadet, 2019, 64 p. (ISBN 978-2-07-512457-7, présentation en ligne)
- Souffles, Paris, Actes Sud, 2023, 192 p. (ISBN 978-2-330-17715-7, présentation en ligne)

## Les guides Paris mômes
- Ourida Aliouane, Orianne Charpentier et Gaëtan Dorémus, C'est mon anniversaire ! : 80 bons plans pour bien souffler ses bougies, Autrement, 2006, 91 p. (ISBN 978-2-7467-0870-9)
- Ourida Aliouane et Orianne Charpentier (ill. Anne-Sophie Tschiegg), Tout-petits dans la ville : 80 bons plans pour les 0-3 ans et leurs parents, Autrement, 2006, 91 p. (ISBN 978-2-7467-0848-8)
- Ourida Aliouane, Orianne Charpentier et Véronique Cohen (ill. Nathalie Choux), Au secours c'est dimanche ! : 80 bons plans pour pimenter ses dimanches, Autrement, 2006, 92 p. (ISBN 978-2-7467-0834-1)
- Ourida Aliouane et Orianne Charpentier (ill. Bruno Gibert), Le monde au coin de la rue : 80 bons plans pour découvrir le monde à Paris, Autrement, 2006, 94 p. (ISBN 978-2-7467-0871-6)

## Prix et distinctions
- Prix de la Semaine Paul Hurtmans du livre de jeunesse[11] pour  Madame Gargouille
- Prix Marguerite-Audoux des collèges 2015 pour Après la vague [12]
- Sélection pour le Prix des lycéens allemands pour Après la vague [13]
- Sélection Prix Vendredi 2017[14] pour Rage
- Prix NRP de littérature jeunesse 2017 pour Rage [15]
- Prix des libraires du Québec 2018, catégorie 12-17 ans hors Québec, pour Rage[16]
- Lauréate 2018 du Prix UNICEF de littérature jeunesse, catégorie 13-15 ans, pour Rage[17]
- Prix Gayant lecture[18] pour Rage